# グレース (芸能プロダクション)
株式会社グレースは、大阪府大阪市北区東天満に本社を置く日本の芸能事務所。　※大阪市北区鶴野町の株式会社グレース及び広島市中区グレースモデルクラブとは資本関係も無く無関係。混同を避ける為『グレース（東天満）』と呼ばれている。

## 所属タレント

### 男性
- 谷しげる
- 杉野じんべえ
- 小谷豪純
- 風吹銀次郎
- 村山卓也
- 堀家博明
- 高橋政美
- 植西国晃
- 友利仁
- 杉本栄二
- 稲垣稔
- 大仲敏行
- 永田周作
- 田中初男
- 野村雅昭
- 光丘正
- 日下浩之
- 東慎司
- 国本彰久
- 以倉援

### 女性
- 以倉里江子
- 井河茉子
- 黒木理穂
- 楠部知子
- 大口彰子
- 久保田美佐子
- 西村友希
- 中尾瞳
- 吉野さくら
- 中川晴子
- 宮内彩那
- 神崎瑠菜
- 松岡茉莉亜
- 楠戸悦子
- 栢野紗奈

## 過去の所属タレント
- 戸田恵梨香 - フラームへ移籍
- 藤本七海 - スターダストプロモーションへ移籍
- さとう里香（旧芸名：佐藤里香） - プラチナムプロダクションへ移籍
- 中津真莉（旧芸名：中津真莉子） - サンミュージックへ移籍
- 三倉茉奈・佳奈 - 個人事務所「有限会社ジェミニ」設立。後にキューブへ移籍
- 高樹リサ（旧芸名：高木理沙） - スターダストプロモーションへ移籍
- 石田信之